# 澳門醫療衛生
澳門醫療衛生是指在澳門提供疾病預防和促進健康的體系，該體系主要由市民和機構向政府繳納的稅款所支持。
澳門現時有三所公立醫院，即仁伯爵綜合醫院、九澳康復醫院和澳門協和醫院，以及三所私立醫院，即鏡湖醫院、科大醫院和銀葵醫院。各醫院還設有一些醫療中心應診，也有提供中藥處方諮詢服務。仁伯爵綜合醫院分別於2012年、2016年和2024年獲得澳洲國際醫療服務標準委員會（ACHSI）的認證。當地的護士由澳門理工大學和澳門鏡湖護理學院負責培訓。
而澳門公共和私人機構活動的公共衛生則由澳門衛生局負責協調，衛生局並要通過專科和社區醫療衛生服務（諸如預防疾病和健康促進）來確保公民健康。2001年，疾病預防控制中心成立，負責監察澳門各醫院、醫療中心、捐血中心的運作，並注意和預防社區疾病、為醫院和私人醫務所制定指引及發出牌照。